# Nitro (canal de televisión)
Nitro fue un canal de televisión perteneciente a Atresmedia que emitió a través de la TDT y en las plataformas de televisión de pago Movistar TV, R, ONO, Canal+ y Euskaltel en España. con series que habían tenido éxito en su emisión en la cadena matriz (Antena 3), redifusiones, series, deporte, espacios de producción propia, reposiciones y cine.

## Historia
Sus emisiones en pruebas comenzaron el 2 de agosto de 2010 a las 8:00 (CEST). Durante 3 semanas, Nitro emitió un bucle continuo con el avance de su programación. El 23 de agosto de 2010 a las 13:30 horas aproximadamente comenzaron sus emisiones regulares con la emisión de la serie Pacific Blue.
El 20 de agosto de 2010 el canal se incorporó al dial 43 del operador de pago ONO, aún con su bucle de pruebas, pues no inicio emisiones hasta el lunes 23 de agosto de 2010 a las 13:30 horas.
El 12 de mayo de 2011 estrena en televisión en primicia mundial la serie de 13 episodios Justicia extrema, protagonizada y dirigida por Steven Seagal.
El 14 de julio de 2011 el canal se incorporó al dial 97 del operador de pago Canal+.
El 16 de agosto de 2011 el canal se incorporó al dial 36 del operador de pago Movistar TV
Casi tres años después de su lanzamiento, Nitro rediseñó el 12 de junio de 2013 su imagen corporativa. Aun así, mantuvo gran parte del estilo de la anterior (formas, colores...).
Este canal cesó sus emisiones el 6 de mayo de 2014, como consecuencia de una sentencia del Tribunal Supremo de Justicia que anuló las concesiones de emisión TDT para nueve canales (incluido este), por haber sido otorgadas sin el preceptivo concurso público que rige la Ley General de Comunicación Audiovisual.

## Programación
La programación de Nitro estaba compuesta de series y eventos deportivos, y también emitía cine, en dos grandes contenedores: Clásicos Nitro y NitroCine.
Entre las series a destacar se encontraban: Ley y Orden, Walker Texas Ranger, Sin rastro, The Border, The killing y Rex, un policía diferente, entre otras. También emitían reposiciones de series y programas de las cadenas principales de Atresmedia (Antena 3 y La Sexta), tales como Vikingos, La cúpula, The Following, Person of Interest, Revolution, Equipo de investigación o Salvados.
Su apuesta por los deportes se basaba en la emisión de los entrenamientos y la reemisión de las carreras de Fórmula 1, que desde el 9 de mayo de 2014 pasó a emitirse a través de Neox. Emisiones de partidos de frontón y también de algunos partidos de tenis del campeonato Mutua Madrid Open. Además, contaba con la emisión de El Chiringuito de Jugones, tertulia deportiva presentada por Josep Pedrerol en el horario late-night de la cadena que, desde el 5 de mayo de 2014 pasó a emitirse a través de laSexta.
La última película que emitió Nitro fue Johnny Guitar, una cinta estadounidense de 1954.

## Imagen corporativa
Cuando Antena 3 anunció que preparaba un nuevo canal para TDT, se especuló mucho sobre el target al que iría destinado y también sobre su imagen corporativa y nombre comercial. Así, se pensó en un primer momento en los nombres de Antena.Nter o Antena.Intro. Sin embargo, a finales del mes de julio de 2010, Antena 3 desveló que su nuevo canal se llamaría Antena.Nitro (posteriormente Nitro) y expuso en una rueda de prensa su logo y su imagen corporativa.
Por otro lado, el 6 de marzo de 2013, el Grupo Antena 3 pasó a denominarse Atresmedia. Así, todas las cadenas estrenaron nuevos elementos en sus respectivas identidades gráficas, empleando triángulos que se plegaban y desplegaban con la imagen y el color corporativo de cada cadena.
Nitro rediseñó el 12 de junio de 2013 su imagen corporativa después de casi tres años de su lanzamiento. El logotipo conservaba la "pastilla" con el nombre en su interior, al igual que los colores negro y amarillo y, eliminó la "N" externa, cambio que afectó a la mosca de la cadena. Junto al logo, estrenó nuevos identificadores que le daban una imagen más acorde a los contenidos propios de la cadena, apoyados por una selección musical más potente.

Logotipo usado desde 2010 hasta 2013.
Logotipo usado desde 2013 hasta 2014.

## Lemas y eslóganes
- (agosto de 2010 - septiembre de 2010): Tu nueva televisión / Sintonízalo en tu televisión
- (septiembre de 2010 - mayo de 2014): Empieza la acción

## Audiencias
|      | enero | febrero | marzo | abril | mayo | junio | julio | agosto | septiembre | octubre | noviembre | diciembre | Media anual |
| ---- | ----- | ------- | ----- | ----- | ---- | ----- | ----- | ------ | ---------- | ------- | --------- | --------- | ----------- |
| 2010 | -     | -       | -     | -     | -    | -     | -     | -      | 1,4%*      | 1,3%    | 1,2%**    | 1,2%      | 1,2%        |
| 2011 | 2,0%  | 1,5%    | 1,4%  | 1,4%  | 1,3% | 1,4%  | 1,7%  | 1,8%   | 1,9%       | 1,8%    | 2,0%      | 1,3%      | 1,5%        |
| 2012 | 1,5%  | 1,5%    | 1,7%  | 1,6%  | 1,5% | 1,5%  | 1,8%  | 1,8%   | 1,5%       | 1,5%    | 1,6%      | 1,8%      | 1,7%        |
| 2013 | 1,6%  | 1,7%    | 1,9%  | 1,7%  | 1,7% | 1,8%  | 1,8%  | 4,0%*  | 1,8%       | 1,6%    | 1,7%      | 1,7%      | 1,9%        |
| 2014 | 1,7%  | 1,7%    | 1,8%  | 1,8%  | 1,3% | -     | -     | -      | -          | -       | -         | -         | 1,7%        |

* Máximo histórico. | ** Mínimo histórico.
1. ↑  El 20 de noviembre, Nitro consiguió su récord histórico con un gran 4,0% de cuota de pantalla en el total del día sobre todo gracias al programa Ley y Orden